# Catherine Frarier
Catherine Frarier, née le 11 février 1959, est une skieuse acrobatique française. 

## Palmarès

### Coupe du monde de ski acrobatique
- Meilleur classement général : 2e en 1984.
- Meilleur classement en bosses : 2e en 1986 (3e en 1985).
- Meilleur classement en combiné : 2e en 1984.
- 27 podiums dont 7 victoires dans les épreuves de coupe du monde.